# 圣克莱芒 (科雷兹省)
圣克莱芒（法語：Saint-Clément，法語發音：[sɛ̃ klemɑ̃]）是法国科雷兹省的一个市镇，位于该省中西部，属于蒂勒区。

## 地理
圣克莱芒（45°20'29"N, 1°41'6"E）面积26.56 平方千米，位于法国新阿基坦大区科雷兹省，该省份为法国中南部省份，北起上维埃纳省和克勒兹省，西接多爾多涅省，南至洛特省，东临多姆山省和康塔爾省。
与圣克莱芒接壤的市镇（或旧市镇、城区）包括：尚泰克斯、拉格罗利耶尔、纳沃、圣梅克桑、塞亚克。
圣克莱芒的时区为UTC+01:00、UTC+02:00（夏令时）。

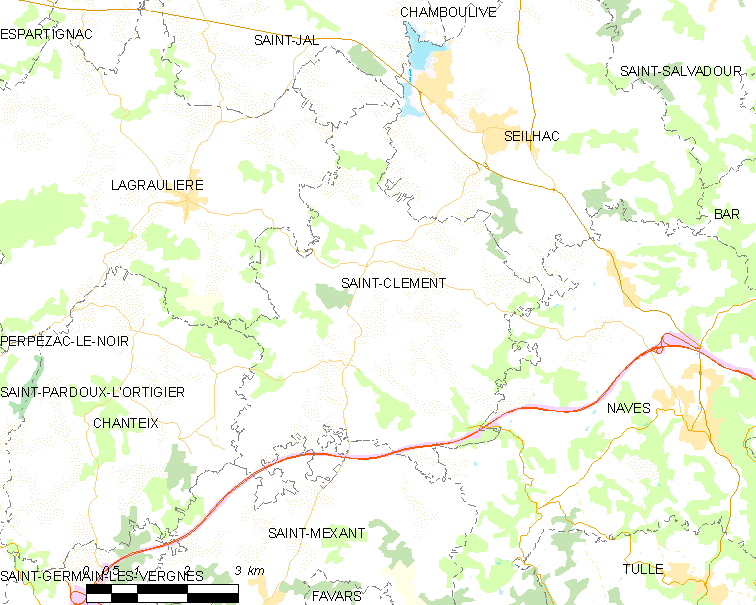
圣克莱芒的OSM定位图

## 行政
圣克莱芒的邮政编码为19700，INSEE市镇编码为19194。

## 政治
圣克莱芒所属的省级选区为塞亚克-莫内迪耶尔县。

## 人口

1962-2008年间圣克莱芒人口变化图示

圣克莱芒于2022年1月1日时的人口数量为1383人。